# عاصبة الشعر
عاصبة الشعر هي حالة يتم فيها التفاف الشعر وكذلك الخيط بإحكام حول إصبع القدم، وأحيانًا إصبع اليد أو الأعضاء التناسلية أو أجزاء أخرى من الجسم. وينتج عن ذلك ألم وتورم في الجزء المصاب. يمكن أن تشمل المضاعفات موت الأنسجة بسبب نقص تدفق الدم. تحدث هذه الحالة بشكل شائع بين الأطفال في عمر 4 أشهر تقريبًا، ونادرًا ما توصف الحالات لدى الأطفال الأكبر سنًا والبالغين.
تحدث معظم الحالات عن طريق الخطأ. قد تشمل عوامل الخطر مرض التوحد وداء المشعرات. يعتقد أن الآلية تتضمن شعرًا مبللًا يلتف حول جزء من الجسم ثم يضيق عندما يجف. يشمل التشخيص فحص الطفل بأكمله. تكون الوقاية عن طريق منع شعر الوالدين من الاحتكاك بالطفل قدر الإمكان وغسل ملابس الطفل بشكل منفصل.
العلاج يكون بمادة تكسر الشعر أو تقطعه. وهي تعتبر حالة نادرة. كما يتأثر الذكور والإناث بشكل متكرر على حدٍ سواء. يعود الوصف الطبي الأول إلى عام 1832.

## العلامات والأعراض
نظرًا لأن هذه حالة في المقام الأول تكون للأطفال الصغار، نادرًا ما يتم الإبلاغ عن الأعراض ولهذا السبب يكون المرض غير متسم بالوضوح من ناحية المعرفة بالمرض. يصبح الطفل غير مرتاح وبائس بشكلٍ مٌفاجئ. نظرًا لأن العرض غالبًا ما يكون داخل جورب، فقد لا يكون السبب واضحًا.
نظرًا لعدم تمكن من تلقي إصبع القدم المصاب إمدادات كافية من الدم عبر الشرايين، ولا يمكن تصريف الدم عبر الأوردة . لذلك ينتفخ الإصبع ويتحول إلى اللون الأزرق، والذي بدوره يُشير إلى نقص التروية.
في الحالات الشديدة للغاية، تكون ربطة الشعر لا تتمدد كردة فعل على تورم القدم، مما سيحدث شق في الجلد بواسطة ربطة الشعر.

## العلاج

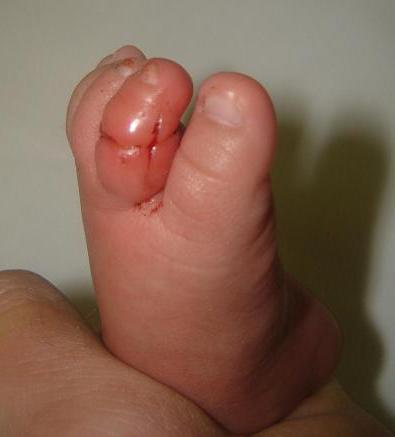
إصبع قدم تم تحريره من عاصبة شعر. يلاحظ أنه يجب شق إصبع القدم طوليًا لتقسيم الشعر.

يتم قطع ربطة الشعر أو حلها في أسرع وقت ممكن. غالبًا ما يكون من الممكن رفع جزء منه لتمكين القطع، ولكن في الحالات الشديدة لا يمكن ذلك، لذلك يتم قطع الجلد طوليًا حتى يتم قطع ربطة الشعر. بالطبع هذا الأمر قد يكون ضارًا للطفل، ولكنه قد يمنع فقدان الإصبع. يجب أن يحدث الشق على جانب إصبع القدم، حيث لا توجد أعصاب أو أوتار.
تشمل العلاجات الأخرى التي لا تتطلب جراحة طفيفة استخدام مزيل كيميائي، مثل منتج نير الذي لا يستلزم وصفة طبية، لإذابة أو إضعاف الشعر. هذا الخيار غير مذكور إذا قطعت عاصبة الشعر في الجلد. استخدام منتجات إزالة الشعر مثل ناير ليس علاجًا فعالًا للنايلون أو الألياف الأخرى التي ليست من شعر الإنسان.

## التكهن
على الرغم من الطبيعة المحزنة للحالة، فإن النتائج تكون ممتازة. فقدان إصبع القدم يكون نادر للغاية، مثل أي إعاقة متبقية. في حالات نادرة، من الممكن أن يُفقد الإصبع. يمكن أن يكون للأشرطة المطاطية نفس التأثير أيضًا.